# NGC 454
NGC 454 là một cặp thiên hà tương tác của các loại Drain pec? (PGC 4461) và S0 pec? (PGC 4468), tương ứng, nằm trong chòm sao Phượng Hoàng. John Herschel đã phát hiện ra nó vào ngày 5 tháng 10 năm 1834. Nó được Dreyer mô tả là "rất mờ, nhỏ, tròn, sáng hơn ở giữa".